# Марктлойгаст
Марктлойгаст (нім. Marktleugast) — громада в Німеччині, розташована в землі Баварія. Підпорядковується адміністративному округу Верхня Франконія. Входить до складу району Кульмбах. Центр об'єднання громад Марктлойгаст.
Площа — 33,89 км2. Населення становить 3134 ос. (станом на 31 грудня 2020).

## Галерея

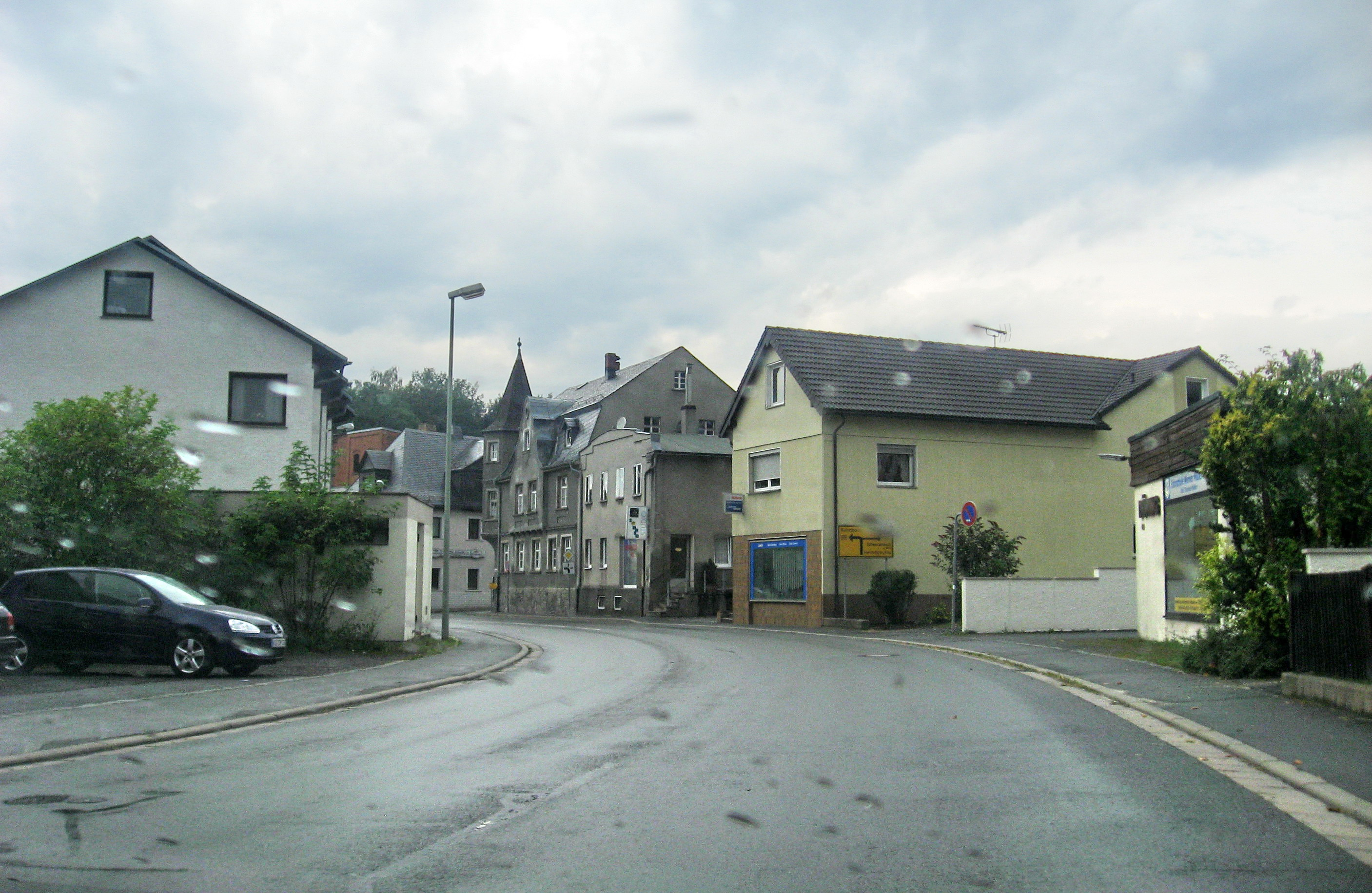